# Fuerza Federalista Popular
La Fuerza Federalista Popular (FUFEPO), fue una confederación de quince partidos políticos provinciales argentinos de tendencia conservadora, habitualmente autoidentificada como representante del "federalismo", creada en 1974 y desaparecida en la década del '80, luego de las elecciones del 30 de octubre de 1983. Entre sus dirigentes se destacaron los jujeños Horacio Guzmán y su hija María Cristina Guzmán, el pampeano Ismael Amit, Guillermo Belgrano Rawson, Guillermo Acuña Anzorena, Federico Carman, Amadeo Frúgoli, Francisco Gabrielli, Celestino Gelsi, los correntinos José Antonio Romero Feris y Ricardo Balestra.
La FUFEPO estuvo tradicionalmente presidida por Horacio Guzmán.
En 1983 la FUFEPO resolvió integrar la Alianza Federal que impulsaba la candidatura presidencial de Francisco Manrique, provocando una crisis interna que llevó a la disgregación de la confederación.

## Partidos que integraron la FUFEPO
- Partidos de origen conservador
  - Partido Demócrata (Mendoza) de Mendoza
  - Movimiento Popular Provincial de San Luis
  - Unión Provincial de Salta
  - Unión Conservadora de Buenos Aires
  - Pacto Autonomista Liberal de Corrientes
  - Partido Demócrata de Catamarca
  - Partido Demócrata de Córdoba
- Partidos de origen radical
  - Movimiento Federalista Pampeano
  - Movimiento Popular Jujeño
  - Vanguardia Federal de Tucumán
  - Partido Acción Chubutense
- Partidos de orígenes diversos
  - Partido Renovador de las provincias de Buenos Aires, Corrientes y la Capital Federal
  - Fuerza Federalista Santacruceña
  - Partido Demócrata Federal de Misiones
  - Partido Federalista de Córdoba

## Acción política
En el período democrático 1973-1976 la FUFEPO formó un bloque parlamentario integrado por 15 diputados nacionales y 6 senadores.
La FUFEPO participó activamente en el golpe de Estado del 24 de marzo de 1976 que dio origen a la dictadura militar llamada Proceso de Reorganización Nacional (1976-1983) intentándose ubicarse como virtual partido oficial del régimen. Muchos de sus miembros se desempeñaron como funcionarios del gobierno militar, aportando al mismo 78 intendentes y el gobernador de Jujuy (Horacio Guzmán). María Cristina Guzmán, por su parte, fue designada como embajadora ante la Organización de Estados Americanos (OEA).
Durante el gobierno militar la FUFEPO estableció una alianza estrecha con el Movimiento Línea Popular (MOLIPO) dirigido por Carlos Sylvestre Begnis y Guillermo Acuña Anzorena, entre otros. Ambos partidos establecieron a su vez una alianza informal con el Partido Demócrata Progresista (PDP).
Al crearse la Multipartidaria en 1981 la FUFEPO fijó de inmediato una posición contraria a la misma, sosteniendo que se trataba de un nucleamiento integrado por las mismas fuerzas perimidas del pasado y que era necesario crear nuevos partidos políticos que siguieran el ideario del Proceso de Reorganización Nacional.
La FUFEPO también se opuso al proyecto del dictador Viola de crear un Movimiento de Opinión Nacional, como partido del gobierno militar, sosteniendo que era la misma FUFEPO la que debía representar ese papel.
En 1983, de cara a las elecciones presidenciales del 30 de octubre, la FUFEPO consolida su alianza con Línea Popular y conforman la Alianza Federal, decidiendo presentar la candidatura presidencial de Francisco Manrique, acto que produjo la ruptura de la FUFEPO, siendo abandonada por la mayoría de sus integrantes.